# 哈利路亚大合唱
《哈利路亞》是韓德爾的英語清唱劇（港台称其为“神剧”）《弥赛亚》中的一首選段，排在第二部份的最後一首曲。根據欽定版本，本曲為第44首。“哈利路亞”是全首《彌賽亞》中最廣為人知的一段，而“哈利路亞”（Hallelujah）是“讚美耶和華”的意思（耶和華是聖經上永生上帝的名字），是基督徒當讚美上帝（或譯神、天主）時所用的歡呼语。

## 歌詞
選自聖經新約啟示錄第11章及第19章，選段經文均是描述當耶穌再來時的景像。
| 英文 | 中文                                                     |
| Revelation 19:6 | 啟示錄 19:6                                              |
| --- | -------------------------------------------------------- |
| Alleluia: for the Lord God omnipotent reigneth.                                                                         | 哈利路亞．因為主我們的 神、全能者、作王了。              |
| Revelation 11:15 | 啟示錄 11:15                                             |
| The Kingdoms of this world are become the kingdoms of our Lord and of His Christ; and He shall reign for ever and ever. | 世上的國、成了我主和主基督的國．他要作王、直到永永遠遠。 |
| Revelation 19:16 | 啟示錄 19:16                                             |
| KING OF KINGS AND LORD OF LORDS.                                                                                        | 萬王之王、萬主之主。                                     |

## 樂曲特點和分析
本曲以D大調譜成，共有94個小節。
| 小節        | 結構                                                   |
| ----------- | ------------------------------------------------------ |
| 1-3         | 器樂前奏                                               |
| 4-7 8-11    | 回應器樂主題，首次出現「哈利路亞」節奏動機             |
| 12-16 17-21 | 第一主題出現，樂句結尾加入「哈利路亞」節奏動機         |
| 22-32       | 第一主題及節奏動機互相在聲部間交錯，並以變格終止式結束 |
| 32-33       | 過場                                                   |
| 33-41       | 以下行級進為骨幹的第二主題                             |
| 41-51       | 賦格段落，以六度音程跳進及其下行旋律組成               |
| 51-66       | 動機節奏主導，配上女聲的宣告句「萬王之王、萬主之主」   |
| 66-69       | 以不完全終止式結束上一段落，並作為下一段的過場         |
| 69-74       | 賦格段落重現，新的和聲對位                             |
| 74-78       | 第二次宣告句                                           |
| 78-88       | 終結段，第一及第二主題重現                             |
| 88-92       | 節奏動機延續終結段                                     |
| 92-94       | 以變格終止式唱出最後的「哈利路亞」                     |

## 站立傳統
“哈利路亞”另一個為人所熟識的事（也是不成文的傳統），是每當奏起此曲時，在場聽眾都會自動的站立。據聞這樣的舉動是出自1743年3月在大不列颠王國的首演時，國王喬治二世在聽到“哈利路亞”一段時突然間站立，其他人見到國王站立，也隨即跟著一同站立，傳統便因此而起。至於當時喬治二世站立的原因，長久以來衍生出各式各樣的解讀，較常的包括有：
- 喬治二世被音樂那份震憾所感動，因而站立；
- 喬治二世對基督教信仰中耶穌復活的內容表示尊重，因而起立作致敬；
- 喬治二世聽到樂曲中有小號和定音鼓的聲音，出於好奇而站起來想看清楚演奏者而已。由於小號除了在第一部份的“在至高之處榮耀歸與神”（第17首）中使用過外，一直都沒有使用；定音鼓更是全曲中首次使用，因而引起了喬治二世的注意，而旁邊的人，基於對國王要尊重的禮儀，見到他站來時便不敢坐下，紛紛起立。

但經過學者多年來的研究，發覺現時所保存和掌握的資料，皆不能證明喬治二世當日真的有出席過這場音樂會，而有最直接提及國王站立聽“哈利路亞”的講法，要等到1780年的一封個人書信中，以覆述的方式提及過喬治二世這個行為；由於並非第一身經歷，且經年已久，真偽與否難以判斷。而於1750年代另外的個人的書信中，亦略有提及過觀眾在聽《彌賽亞》時．於部份合唱曲目中有站立，但是否包括是“哈利路亞”亦無法得知。不過這個“慣例”就無意間被留傳下來。
為聖詩《奇異恩典》創作歌詞的牧師約翰·牛頓於1784年的一篇講道中，借聽到《彌賽亞》“哈利路亞”時站立的行為，有這麼的說法：
|  | 「……（這個行為）只是代表在這個開明年代，人們假裝地表示喜歡這首音樂，還是真心的相信全能的上帝能真正掌管大能？……」 |

他所指的，是如果以聽“哈利路亞”時站立純綷只是因為一種「趕潮流」，人做我亦做的態度，但在個人的信仰歷程中沒有領悟出基督再臨時的準備和喜悅，這樣的信仰基礎其實是非常薄弱，很容易就會被罪惡所擊倒。
從牛頓所帶出的反思，可以套用於現今在聽“哈利路亞”時是否應該站立，道理也是一樣。站立是對基督教復活概念的一種認同感，而如果沒有相關宗教信仰概念或領會時，選擇不站立亦是可接受的做法。

## 參看
- 韓德爾
- 哈利路亞
- 啟示錄